# Municipio de Union (condado de Morgan)
El municipio de Union (en inglés: Union Township) es un municipio ubicado en el condado de Morgan en el estado estadounidense de Ohio. En el año 2010 tenía una población de 614 habitantes y una densidad poblacional de 6,46 personas por km².

## Geografía
El municipio de Union se encuentra ubicado en las coordenadas 39°35′54″N 81°58′38″O / 39.59833, -81.97722. Según la Oficina del Censo de los Estados Unidos, el municipio tiene una superficie total de 95.02 km², de la cual 94,33 km² corresponden a tierra firme y (0,73 %) 0,69 km² es agua.

## Demografía
Según el censo de 2010, había 614 personas residiendo en el municipio de Union. La densidad de población era de 6,46 hab./km². De los 614 habitantes, el municipio de Union estaba compuesto por el 95,77 % blancos, el 1,95 % eran afroamericanos, el 0,16 % eran amerindios, el 0,16 % eran asiáticos y el 1,95 % eran de una mezcla de razas. Del total de la población el 0,33 % eran hispanos o latinos de cualquier raza.